# Cyrtandra lysiosepala
Cyrtandra lysiosepala är en tvåhjärtbladig växtart som först beskrevs av Asa Gray, och fick sitt nu gällande namn av Charles Baron Clarke. Cyrtandra lysiosepala ingår i släktet Cyrtandra och familjen Gesneriaceae. Inga underarter finns listade i Catalogue of Life.